# Tur Abdin

Het Tur-Abdin plateau, hartland van het Aramese Christendom

Tur Abdin (Aramees: ܛܘܪ ܥܒܕܝܢ) is een heuvelachtige regio in het zuidoosten van Turkije met in het westen Mardin, in het noorden het oude Hasankeyf, in het oosten Cizre en Nusaybin in het zuiden. De naam 'Tur Abdin' (correcter getranscribeerd als Tur 'Abdin) komt uit het Aramees, en betekent 'Berg der dienaren (van God)'. Het gebied wordt gezien als het hartland van de staatloze Aramese christenen die tot aan de 20e eeuw een meerderheid waren in de regio. 

## Etymologie
De naam 'Tur Abdin' betekent letterlijk "Berg van de Dienaren (van God)" en verwijst naar de lange christelijke traditie van de regio, die bekendstaat om zijn kloosters en kerken. De term weerspiegelt de diepe religieuze en monastieke geschiedenis van de Aramese gemeenschap die hier sinds de oudheid woont.  
Een andere benaming voor het gebied is 'Berg Masius', een historische naam die al in de klassieke oudheid werd gebruikt. Volgens bepaalde overleveringen zou Masius de jongste zoon zijn van Aram, een figuur uit de Semitische traditie, die in sommige genealogieën als een afstammeling van Noach wordt beschouwd. De naam Berg Masius komt voor in historische en geografische teksten uit de oudheid en de middeleeuwen.

## Geschiedenis
Inscripties uit de 13e eeuw v.Chr. verwijzen naar de regio als Bit-Zamani en Nasibina; Aramese staten met de steden Omid en Nisibin als hoofdsteden. In het Oude Testament staat de regio bekend als Berg Masius verwijzend naar de zoon van Aram die zich in de regio vestigde. 
In 1855 verwoestte de Koerdische leider Êzdan Şêr Tur Abdin, verbrandde de gewassen en beroofde Aramese vrouwen en kinderen als slaven. De Koerdische invallen gingen door tot 1877, toen de zonen van de Koerdische leider Bedirkhan de steden Mardin, Midyat en Nusaybin veroverden en een Koerdisch emiraat uitriepen. Slechts acht maanden later slaagde een Ottomaans leger er samen met de Arameeërs in de Koerden te verslaan en te verdrijven. Na de Ottomaanse bloedbaden op Armeniërs en Arameeërs van 1895 en 1896; de zogenaamde Hamidische bloedbaden, nam de repressie tegen de niet-moslimbevolking van Midyat toe onder sultan Abdülhamit II. Om de niet-islamitische gebieden in Zuidoost-Anatolië onder controle te krijgen, richtte Abdülhamit II een leger op van Koerdische vrijwilligerseenheden, de Hamidiye-regimenten (Hamidiye Cavalerie). Aangezien deze strijdmacht alleen onder controle stond van de sultan, kon ze de christelijke bevolking van het gebied ongestraft lastigvallen.

### Aramese Genocide

Shamoun Hanna Haydo verzetsleider van Bsorino en omringende dorpen

In juli 1914 besloot de Ottomaanse regering de Koerdische vrijwilligerseenheden te mobiliseren (seferbarlık). Alle christelijke mannen in Midyat tussen de 20 en 45 jaar oud werden tijdens de seferberlik geketend en weggevoerd om het leger te dienen bij het aanleggen van wegen. Op 6 juli 1915 vielen Koerdische cavalerie-eenheden en het reguliere leger Midyat aan, vermoordden vrouwen en kinderen en plunderden de stad. Een aantal dorpen besloten zich met succes te verzetten tegen het Ottomaanse leger en collaborerende Koerdische stammen. Deze gebeurtenissen staan bekend als De verdediging van Iwardo en De verdediging van Azech.
Enkele christenen vonden onderdak in de aangrenzende Arabische landen, voornamelijk in Syrië waar een aanzienlijk deel naar de stad Qamishli vluchtte en Libanon. De populatie van Tur Abdin kende direct na de genocide een periode van hongersnood (kafno) die vijf jaar duurde. Na 1930 werden de steden en dorpen in Tur Abdin herbouwd. Het aantal christelijke inwoners nam licht toe. 

### Nederzettingen
De informele hoofdstad van de regio Tur Abdin is Midyat. De steden en dorpen Midyat, Mardin, Azech, Hah, Kafro Elayto, Badibe, Bsorino, Enhil, Beth Kustan, Gzirto, Nisibin, Sawro, Mzizah, Qeleth, Arbo, Midin, Kerburan, Ma’sarte, Hesno d-Kifo waren allemaal belangrijke Aramese nederzettingen.

## Bevolking
Tot het begin van de 20e eeuw werd de regio voornamelijk bewoond door een meerderheid van Aramese christenen, naast Koerden, Arabieren en een kleinere gemeenschap van Jezidi's. Tijdens de Eerste Wereldoorlog, waarin gelijktijdig de genocide op christenen plaatsvond, nam het aantal Arameeërs in de regio drastisch af. Desondanks bleven zij tot in de jaren '70 en '80 de dominante bevolkingsgroep in middelgrote steden zoals Midyat, Azech en Kerburan, evenals in omliggende dorpen.
De moord op prominente leden van de gemeenschap, waaronder artsen, burgemeesters en intellectuelen, leidde tot een massale emigratie van de inheemse bevolking naar westerse landen.
Tegenwoordig bestaat de meerderheid van de bevolking uit Koerden, die voornamelijk Kurmanci spreken, en Arabisch-sprekende Mhallami.

## Kerken en kloosters

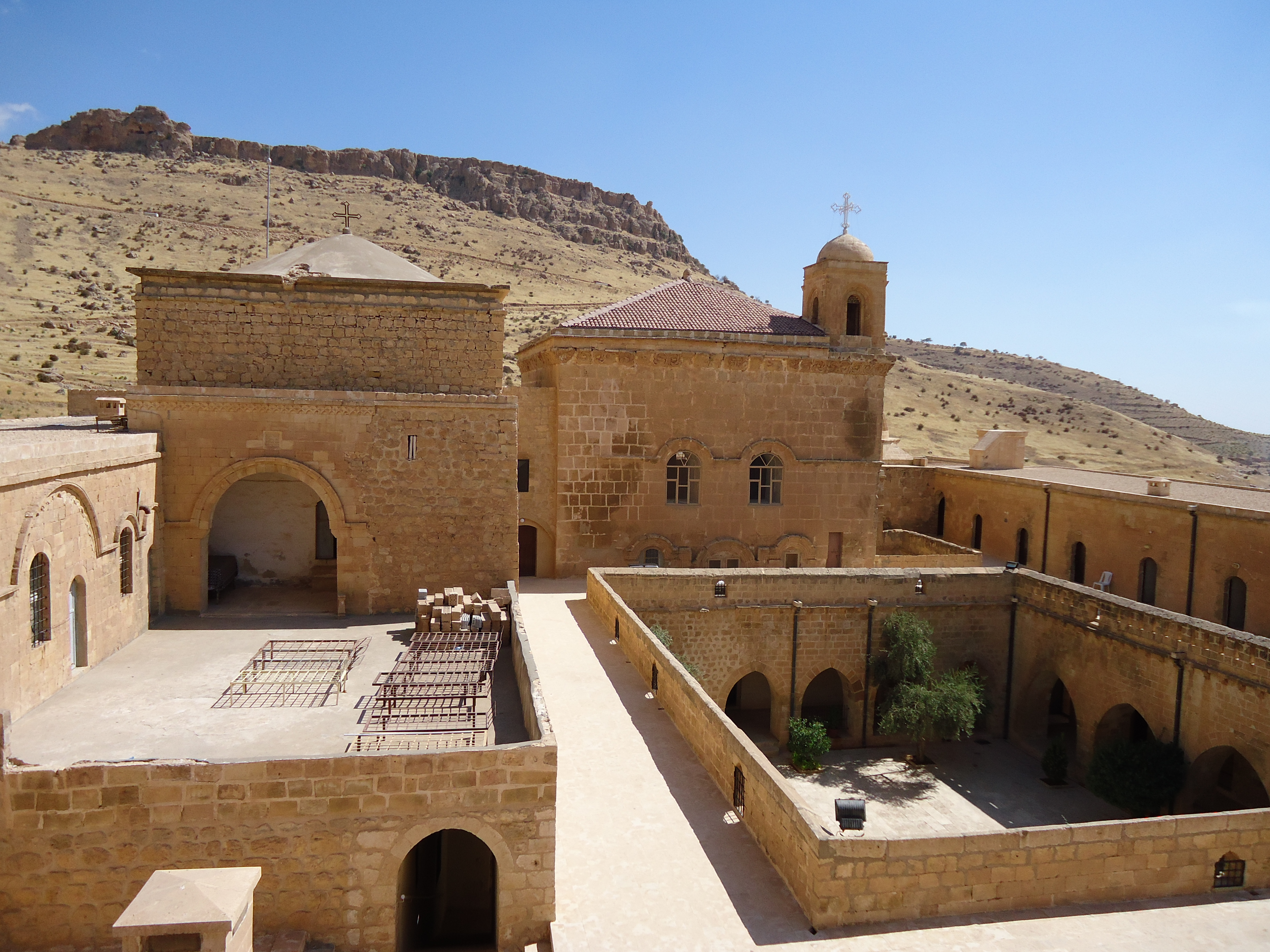
Mor Hananyo-klooster in Mardin

De regio, die wordt beschouwd als het spirituele centrum van de Aramese christenen, herbergt honderden kerken en kloosters.  
In 1160 werd het patriarchaat van de Syrisch-Orthodoxe Kerk van Antiochië verplaatst van Antiochië naar het Mor Hananyo-klooster, gelegen ten oosten van de stad Mardin. Tot 1933 bleef het patriarchaat hier gevestigd, waarna het vanwege de ongunstige politieke situatie in Turkije werd verplaatst naar Homs in Syrië. In 1959 werd het definitief overgebracht naar Damascus, waar het zich tot op de dag van vandaag bevindt.  
In de Tur Abdin-regio ligt ook het bekende Mor Gabriel-klooster, enkele kilometers ten zuiden van Midyat. Dit klooster, gesticht in 397 na Christus, is het oudste nog functionerende klooster van de Syrisch-Orthodoxe Kerk van Antiochië. Het dient als residentie van de bisschop van Tur Abdin, zeven nonnen, vier monniken en een groot aantal gasten, assistenten en studenten. Daarnaast speelt het een cruciale rol in het behoud van het Syrisch-orthodoxe geloof in Tur Abdin en fungeert het zowel als religieus centrum als toevluchtsoord.

## Taal
De Arameeërs van Tur Abdin spreken het Turoyo-Aramees, een moderne variant van het Aramees. Deze taal wordt al ongeveer 3000 jaar gesproken in de regio en behoort tot de Semitische talen. De liturgische taal van de Aramese gemeenschap in Tur Abdin is het Syrisch, met name het dialect van Edessa. Dit dialect speelt een belangrijke rol in de religieuze en culturele tradities van de regio.